# Monte Follettoso
Il monte Follettoso è un rilievo dei monti Lucretili, nel Lazio, nella provincia di Roma, tra i comuni di Roccagiovine, dove si trova la vetta alta 1.004 metri, e Vicovaro.